# Natascha Hiltrop
Natascha Hiltrop, née le 18 juillet 1992 à Bonn, est une tireuse sportive handisport allemande concourant en classe SH1 pour les athlètes pouvant porter leur arme eux-mêmes. Elle détient une médaille d'or aux Jeux de 2021 et est double médaillée d'argent en 2016 et 2021.

## Biographie
Hiltrop est née avec une paraplégie incomplète qui l'empêche de se tenir droite.

## Carrière
Lors des Jeux paralympiques d'été de 2020, elle remporte deux médailles : l'or en tir à la carabine à 10 m air comprimé couché SH1 mixte et l'argent en tir à la carabine à 50 m 3 positions SH1 féminin. C'est la première médaille d'or de l'Allemagne en tir aux Jeux paralympiques depuis 2004. Pour la cérémonie de clôture, elle est désignée comme porte-drapeau de la délégation allemande.

## Palmarès

### Jeux paralympiques
- médaille d'or en tir à la carabine à 10 m air comprimé couché SH1 mixte aux Jeux paralympiques d'été de 2020 à Tokyo
- médaille d'argent en tir à la carabine à 50 m 3 positions SH1 féminin aux Jeux paralympiques d'été de 2020 à Tokyo
- médaille d'argent en tir à la carabine à 50 m 3 positions SH1 féminin aux Jeux paralympiques d'été de 2016 à Rio de Janeiro